# Eternity Comics

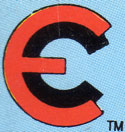
Logo da Eternity Comics

Eternity Comics foi uma editora de histórias em quadrinhos dos Estados Unidos. Um de seus títulos mais notáveis foi Ex-Mutants. A Eternity também se destacou por reimprimir histórias em quadrinhos estrangeiras e apresentar Cat Claw, The Jackaroo e Southern Squadron ao mercado dos Estados Unidos.
Inicialmente independente, posteriormente passou a ser uma marca da Malibu Comics, comandada por Scott Mitchell Rosenberg.

## História
Eternity começou a publicar em 1986, com títulos como Earthlore, Gonad the Barbarian, The Mighty Mites, Ninja e Reign of the Dragonlord (com Ninja apenas algumas edições).

### Declinio e aquisição pela Marvel
Em 1994 a Malibu parou de usar a marca Eternity após a aquisição da Marvel, repassando as ultimas duas franquias para outras editoras: Ninja High School para Antarctic Press e Robotech para a Academy Comics.